# Acantholipini
Acantholipini là một tông bướm đêm thuộc họ Erebidae.

## Chi
- Acantholipes
- Hypospila
- Tochara
- Ugia
- Ugiodes